# Rodrigo Ureña
Rodrigo Andrés Ureña Reyes (Conchalí, Santiago de Chile, 1 de marzo de 1993) es un futbolista chileno y su equipo actual es el Universitario de Deportes de la Liga 1 del Perú.

## Trayectoria
En el año 2003 se inició en las divisiones inferiores de Unión Española con tan solo 10 años, llegó a ser seleccionado sub-15 el año 2008 y luego seleccionado sub-20 desde 2011. Debutó oficialmente el 6 de mayo de 2012 contra Deportes Antofagasta, en un partido válido por el Torneo de Apertura. En plena Copa Libertadores sub-20, se negó a firmar contrato profesional debido al bajo salario que le ofrecían.

### Universidad de Chile
En octubre de 2012 compró sus derechos federativos y quedó como jugador libre, luego de desacuerdos con la dirigencia de Unión Española. Una semana más tarde fichó por la Universidad de Chile por pedido de Jorge Sampaoli como primer refuerzo de cara al año 2013. Con el cuadro universitario debutó el 2 de marzo de 2013 en la victoria por 3:1 contra Cobresal, luego de reemplazar en el minuto 66 a Michael Contreras. Debido a la sobrepoblación de centrocampistas no tuvo oportunidades, mediocampistas como Rodrigo Rojas y Charles Aránguiz. Al no tener mucho protagonismo en el cuadro del entrenador Darío Franco, fue enviado a préstamo a Cobresal.
Luego de haber sido prestado en 2 oportunidades al Cobresal y tener 3 etapas en la Universidad de Chile el 1 de febrero de 2017 fue anunciado como último refuerzo de Deportes Temuco.
Luego de no tener la regularidad e importancia en Temuco debido a una lesión, se marchó a Palestino, club donde estuvo solo 2 meses.
Después de estar inactivo 6 meses, a mediados del 2018 llega a Cobresal, club donde mejor le había ido en Chile. Renueva por todo el 2019 donde se convierte en capitán y uno de los mejores jugadores del torneo.

### América de Cali
En enero de 2020, Ureña fue anunciado como fichaje de América de Cali. Jugó por 2 temporadas por América de Cali, donde logró ser campeón y dejó muy buenas impresiones.

### Deportes Tolima
En enero del 2022 fue anunciado como jugador del equipo vinotinto y oro para jugar en la presente temporada, es convocado por su equipo para un partido oficial el 13 de febrero del mismo año.

### Universitario de Deportes
Luego de haber quedado como jugador libre, un cambio de representante le permitió llegar al fútbol peruano, específicamente a Universitario de Deportes, donde fue confirmado como nuevo refuerzo por todo el 2023. Su debut oficial con el plantel merengue fue por la fecha 3 del Torneo Apertura frente a la Academia Cantolao, el encuentro terminaría 4 a 0 a favor de los merengues.
Realizó su primer gol ante Alianza Atlético por la segunda fecha del Torneo Clausura. La anotación llegó a las 40 minutos del primer tiempo, Rodrigo remató desde fuera del área y con complicidad del portero rival, puso el 2-0 final en el estadio Monumental a favor de Universitario.
El 8 de noviembre de 2023, tras una temporada en que se consolidó como titular absoluto, Ureña se consagró campeón del torneo nacional peruano con el conjunto "crema", título que el equipo no conseguía desde hacía nueve años. A finales del 2023, Ureña renovaría su contrato por 3 temporadas.
El 25 de mayo de 2024 ganó el Torneo Apertura 2024 en el que anotaría un gol ante Sporting Cristal. Al final de año sería bicampeón nacional con el plantel crema en el año de su centenario.

## Estadísticas

### Clubes
| Club                             | Div.          | Temporada     | Liga  | Liga  | Copas nacionales | Copas nacionales | Copas internacionales | Copas internacionales | Total | Total |
| Club                             | Div.          | Temporada     | Part. | Goles | Part.            | Goles            | Part.                 | Goles                 | Part. | Goles |
| -------------------------------- | ------------- | ------------- | ----- | ----- | ---------------- | ---------------- | --------------------- | --------------------- | ----- | ----- |
| Unión Española · Chile           | 1.ª           | 2012          | 2     | 0     | —                | —                | —                     | —                     | 2     | 0     |
| Unión Española · Chile           | Total club    | Total club    | 2     | 0     | 0                | 0                | 0                     | 0                     | 2     | 0     |
| Unión Española II · Chile        | 3.ª           | 2012          | 6     | 0     | —                | —                | —                     | —                     | 6     | 0     |
| Unión Española II · Chile        | Total club    | Total club    | 6     | 0     | 0                | 0                | 0                     | 0                     | 6     | 0     |
| Universidad de Chile · Chile     | 1.ª           | 2013          | 4     | 0     | 2                | 0                | —                     | —                     | 6     | 0     |
| Cobresal · Chile                 | 1.ª           | 2013          | 4     | 0     | 3                | 0                | —                     | —                     | 7     | 0     |
| Cobresal · Chile                 | 1.ª           | 2013-14       | 15    | 1     | —                | —                | 2                     | 0                     | 17    | 1     |
| Cobresal · Chile                 | 1.ª           | 2014-15       | 30    | 1     | 2                | 0                | —                     | —                     | 32    | 1     |
| Universidad de Chile · Chile     | 1.ª           | 2015-16       | 4     | 0     | 4                | 0                | —                     | —                     | 8     | 0     |
| Cobresal · Chile                 | 1.ª           | 2015-16       | 14    | 0     | —                | —                | 4                     | 0                     | 18    | 0     |
| Universidad de Chile · Chile     | 1.ª           | 2016-17       | 2     | 0     | 1                | 0                | —                     | —                     | 3     | 0     |
| Universidad de Chile · Chile     | Total club    | Total club    | 10    | 0     | 7                | 0                | 0                     | 0                     | 17    | 0     |
| Deportes Temuco · Chile          | 1.ª           | 2016-17       | 7     | 1     | —                | —                | —                     | —                     | 7     | 1     |
| Deportes Temuco · Chile          | Total club    | Total club    | 7     | 1     | 0                | 0                | 0                     | 0                     | 7     | 1     |
| Palestino · Chile                | 1.ª           | 2017          | —     | —     | 1                | 0                | —                     | —                     | 1     | 0     |
| Palestino · Chile                | Total club    | Total club    | 0     | 0     | 1                | 0                | 0                     | 0                     | 1     | 0     |
| Deportes Antofagasta · Chile     | 1.ª           | 2017          | 7     | 0     | —                | —                | —                     | —                     | 7     | 0     |
| Deportes Antofagasta · Chile     | Total club    | Total club    | 7     | 0     | 0                | 0                | 0                     | 0                     | 7     | 0     |
| Cobresal · Chile                 | 2.ª           | 2018          | 14    | 2     | —                | —                | —                     | —                     | 14    | 0     |
| Cobresal · Chile                 | 1.ª           | 2019          | 17    | 3     | 5                | 0                | —                     | —                     | 22    | 3     |
| Cobresal · Chile                 | Total club    | Total club    | 94    | 5     | 10               | 0                | 6                     | 0                     | 110   | 5     |
| América de Cali · Colombia       | 1.ª           | 2020          | 14    | 1     | 4                | 0                | 5                     | 0                     | 23    | 1     |
| América de Cali · Colombia       | 1.ª           | 2021          | 43    | 1     | 6                | 0                | 4                     | 0                     | 53    | 1     |
| América de Cali · Colombia       | Total club    | Total club    | 57    | 2     | 10               | 0                | 9                     | 0                     | 76    | 2     |
| Deportes Tolima · Colombia       | 1.ª           | 2022          | 36    | 3     | 3                | 0                | 7                     | 0                     | 46    | 3     |
| Deportes Tolima · Colombia       | Total club    | Total club    | 36    | 3     | 3                | 0                | 7                     | 0                     | 46    | 3     |
| Universitario de Deportes · Perú | 1.ª           | 2023          | 34    | 1     | —                | —                | 8                     | 0                     | 42    | 1     |
| Universitario de Deportes · Perú | 1.ª           | 2024          | 11    | 1     | 0                | 0                | 5                     | 0                     | 16    | 1     |
| Universitario de Deportes · Perú | Total club    | Total club    | 41    | 2     | 0                | 0                | 11                    | 0                     | 58    | 2     |
| Total carrera                    | Total carrera | Total carrera | 260   | 13    | 31               | 0                | 33                    | 0                     | 330   | 13    |
| 1. 2. 3.                         |               |               |       |       |                  |                  |                       |                       |       |       |

## Palmarés

### Campeonatos nacionales
| Título                    | Club                      | País     | Año     |
| ------------------------- | ------------------------- | -------- | ------- |
| Copa Chile                | Universidad de Chile      | Chile    | 2012-13 |
| Primera División          | Cobresal                  | Chile    | 2015    |
| Supercopa de Chile        | Universidad de Chile      | Chile    | 2015    |
| Copa Chile                | Universidad de Chile      | Chile    | 2015    |
| Campeonato colombiano     | América de Cali           | Colombia | 2020    |
| Superliga de Colombia     | Deportes Tolima           | Colombia | 2022    |
| Primera División del Perú | Universitario de Deportes | Perú     | 2023    |
| Primera División del Perú | Universitario de Deportes | Perú     | 2024    |

### Torneos Cortos
| Título          | Club                      | País | Año  |
| --------------- | ------------------------- | ---- | ---- |
| Torneo Clausura | Universitario de Deportes | Perú | 2023 |
| Torneo Apertura | Universitario de Deportes | Perú | 2024 |
| Torneo Clausura | Universitario de Deportes | Perú | 2024 |
| Torneo Apertura | Universitario de Deportes | Perú | 2025 |

### Distinciones individuales
| Distinción                                                                          | Año  |
| ----------------------------------------------------------------------------------- | ---- |
| Equipo ideal de la Liga 1 en la Gala de Premiación de la Liga de Fútbol Profesional | 2023 |
| Mejor jugador extranjero de la temporada según el diario Líbero                     | 2023 |